# Chamaecrista paralias
Chamaecrista paralias är en ärtväxtart som först beskrevs av John Patrick Micklethwait Brenan, och fick sitt nu gällande namn av John Michael Lock. Chamaecrista paralias ingår i släktet Chamaecrista och familjen ärtväxter. Inga underarter finns listade i Catalogue of Life.